# Héliomètre

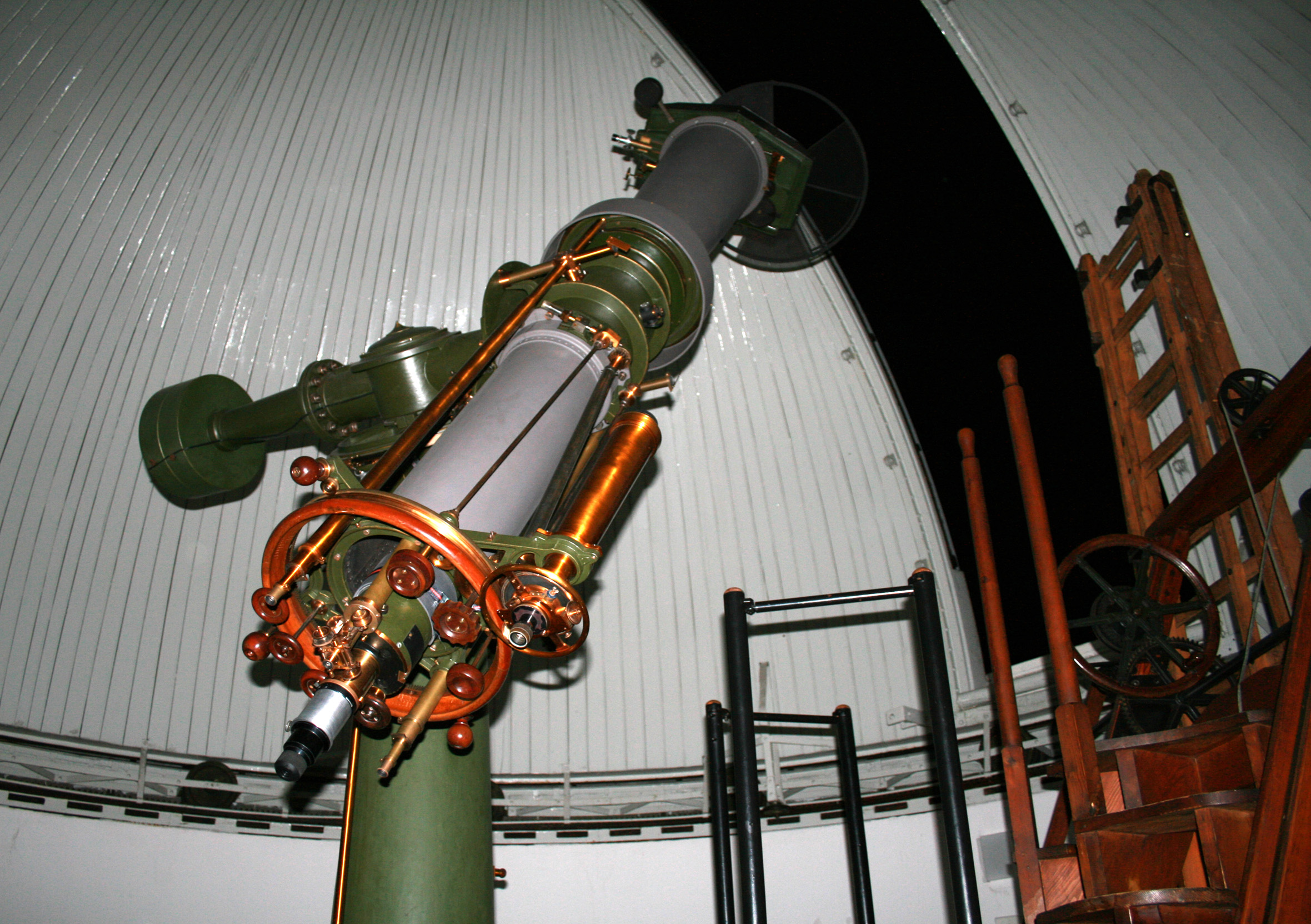
Héliomètre de l’observatoire Kuffner.

Un héliomètre est une forme de théodolite utilisé jadis en astronomie pour la mesure précise de très petits angles. On l'utilisa d'abord pour détecter une différence éventuelle du rayon solaire entre l'équateur et les pôles (aplatissement), puis on l'employa pour la mesure du diamètre d'autres astres et pour l'estimation de la distance et de la position relative des composants des étoiles binaires.
L’héliomètre est une lunette à monture équatoriale (parallactique), dont l'objectif est formé de deux demi-lentilles symétriques glissant l'une contre l'autre le long d'un diamètre ; on règle la position relative de ces deux lentilles grâce à une vis micrométrique. Pour mesurer l'angle apparent entre deux astres proches, on tourne la vis de réglage jusqu'à faire occultation des deux objets l'un par l'autre et le décalage entre les deux moitiés d’objectif peut être lu sur un micromètre. Pour le diamètre du Soleil, au contraire, on cherchera à faire coïncider la surface du Soleil aux deux pôles.

## Historique
Les premiers héliomètres (micromètres à double foyer) furent mis au point dès 1743 en Angleterre par Servington Savery, et en 1748 en France par Pierre Bouguer. En 1754, John Dollond améliore l'héliomètre de Savery en montant séparément les deux demi-lentilles, le mouvement relatif étant assuré par un micromètre. C’est grâce à un héliomètre conçu par Joseph von Fraunhofer que l'astronome Friedrich Bessel put en 1838 mesurer la parallaxe de l'étoile 61 Cygni.
On peut voir au département d'astronomie du Deutsches Museum de Munich un héliomètre construit en 1755 par les ateliers londoniens de John Dollond pour l’observatoire astronomique de Gotha (l'observatoire de Seeberg). L’héliomètre fabriqué en 1893 pour l’observatoire Kuffner de Vienne par les usines Repsold & Fils et Steinheil, avec une ouverture de 217 mm et une focale de 3 m, reste le plus grand instrument de ce genre jamais construit.